# Bindura
Bindura este un oraș în partea de est a statului Zimbabwe. A fost fondat în anul 1901, sub numele de Kimberley Reefs, odată cu exploatarea zăcămintelor de aur. Din 1913, an în care localitatea a fost conectată la calea ferată, poartă numele de Bindura. În zonă se mai exploatează nichel, cupru și cobalt. Agricultura se distinge prin cultura porumbului și a bumbacului.